# Пасєка Марія Валеріївна
Марія Валеріївна Пасєка (рос. Мария Валерьевна Пасека, 19 липня 1995) — російська гімнастка, олімпійська медалістка.

## Виступи на Олімпіадах
| Олімпіада   | Дисципліна        | Місце   |
| ----------- | ----------------- | ------- |
| Лондон 2012 | командний залік   | 2       |
| Лондон 2012 | опорний стрибок   | 3       |
| Лондон 2012 | різновисокі бруси | 79 r1/2 |